# Wiktor Cybułenko
Wiktor Serhijowycz Cybułenko ukr. Віктор Сергійович Цибуленко; ros. Виктор Сергеевич Цыбуленко, Wiktor Siergiejewicz Cybulenko (ur. 13 lipca 1930 we wsi Wepryk w rejonie fastowskim, zm. 19 października 2013 w Kijowie) – ukraiński lekkoatleta specjalizujący się w rzucie oszczepem, startował w barwach ZSRR. Dwukrotny medalista olimpijski.
Zajął 4. miejsce na igrzyskach olimpijskich w 1952 w Helsinkach. Był również czwarty na mistrzostwach Europy w 1954 w Bernie. Na igrzyskach olimpijskich w 1956 w Melbourne zdobył brązowy medal – przegrał jedynie z Egilem Danielsenem i Januszem Sidło.
Swój największy sukces odniósł na igrzyskach olimpijskich w 1960 w Rzymie, gdzie zwyciężył rzutem z pierwszej kolejki na odległość 84.64 m. Pokonał srebrnego medalistę Waltera Krügera z Niemiec o ponad 5 metrów. Na mistrzostwach Europy w 1962 w Belgradzie Cybułenko wywalczył srebrny medal za swym kolegą z reprezentacji Jānisem Lūsisem, a przed Polakiem Władysławem Nikiciukiem.